# Весолово (Щиценський повіт)
Весолово (пол. Wesołowo, нім. Wessolowen, 1938-45: Fröhlichshof) — село в Польщі, у гміні Вельбарк Щиценського повіту Вармінсько-Мазурського воєводства.
Населення — 173 особи (2011).

## Демографія
Демографічна структура станом на 31 березня 2011 року:
|          | Загалом | Допрацездатний вік | Працездатний вік | Постпрацездатний вік |
| -------- | ------- | ------------------ | ---------------- | -------------------- |
| Чоловіки | 86      | 13                 | 61               | 12                   |
| Жінки    | 87      | 15                 | 49               | 23                   |
| Разом    | 173     | 28                 | 110              | 35                   |